# Helen Upperton
Helen Upperton (* 31. Oktober 1979 in Ahmadi, Kuwait) ist eine kanadische Bobpilotin.

## Werdegang
Helen Upperton lebt in Calgary und wird von Dennis Marineau trainiert. Seit 2000 fährt sie Bob, seit 2003 als Mitglied des kanadischen Nationalkaders. Vor ihrer Karriere im Bobsport war Upperton Leichtathletin (Dreisprung). Zu ihren früheren und aktuellen Anschieberinnen gehörten und gehören Kaillie Simundson, Nadine Walker, Jill Sallus, Heather Moyse, Jaime Cruickshank und Jennifer Ciochetti. Zunächst belegte sie meist hintere Platzierungen, erstmals unter die besten Zehn fuhr sie im Januar 2005 in Cesana Pariol. Eine erste nennenswerte Platzierung erreichte sie schon bei der Bob-Weltmeisterschaft 2004, wo sie Achte wurde. Seit der Saison 2005/06 gehört die Kanadierin zur Weltspitze. In allen sieben Weltcuprennen kam sie unter die besten Zehn, in St. Moritz gewann sie zum ersten Mal und kam weitere drei Mal auf das Podest. Die Gesamtwertung beendete sie als Zweite hinter Sandra Kiriasis. Beim Saisonhöhepunkt den Olympischen Winterspielen 2006 in Turin verpasste sie als Viertplatzierte mit ihrer Bremserin Heather Moyse die Bronzemedaille nur um fünf Hundertstel Sekunden. Auch in der Saison 2006/07 war sie erfolgreich, belegte in allem Weltcuprennen Ränge unter den besten Vier und wurde in der Gesamtwertung Vierte. Ihre schlechteste Saisonplatzierung erreichte sie als Sechste im Rahmen der Bob-Weltmeisterschaft 2007 in St. Moritz. Zu Beginn der folgenden Saison gewann sie mit dem ersten Saisonrennen auf ihrer Heimbahn in Calgary zum zweiten Mal ein Weltcuprennen.
Upperton ist mit dem monegassischen Bobpiloten Patrice Servelle liiert.